# Печерники (Московская область)
Печерники — деревня в Зарайском районе Московской области, в составе муниципального образования сельское поселение Каринское (до 29 ноября 2006 года входила в состав Макеевского сельского округа).

## Население
| 2002 | 2006 | 2010 |
| ---- | ---- | ---- |
| 209  | ↘199 | ↘191 |

В Печерниках на 2016 год 3 улицы — Дачная, Хряева и Новосёлов, действуют общеобразовательная школа, фельдшерско-акушерский пункт, отделение почтовой связи, сельская библиотека-филиал № 18, деревня связана автобусным сообщением с райцентром и соседними населёнными пунктами. Ранее в деревне располагалась усадьба Булыгина, в одном из зданий которой находится школа, Печерники — родина Героя Советского Союза Василия Хряева

## География
Печерники расположены в 24 км на юго-восток от Зарайска, у границы с Рязанской областью, на малой реке Буровка, бассейна реки Вожа, высота центра деревни над уровнем моря — 146 м.

## История
Печерники впервые в исторических документах упоминается в 1676 году, в 1858 году — 95 дворов, 497 жителей, в 1884 году — 625 житель. В 1929 году был образован колхоз «Красный Союз», с 1950 года — колхоз «Коммунист», с 1960 года — в составе совхоза «Красный колос».